# Chic Harley
Charles William Harley, detto Chic (Chicago, 15 settembre 1894 – Columbus, 21 aprile 1974), nella prima metà del ventesimo secolo e il giocatore che portò il programma di football della Ohio State University all'attenzione nazionale. Harley fu il primo giocatore di Ohio State ad essere nominato unanimemente All-America, la prima di tre selezioni. Nel 1951 fu inserito nella classe inaugurale della College Football Hall of Fame.
Nel 1941, James Thurber descrisse le abilità nella corsa di Harley nel giornale di New York City, PM: "Se non l'avete visto correre col pallone, noi non possiamo descrivervelo. Non assomigliava a Red Grange o a Tom Harmon o a chiunque altro. Era l'incrocio tra una musica e un colpo di cannone, ti portava il cuore sotto le orecchie.".

## Carriera universitaria
Harley iniziò la sua carriera con gli Ohio State Buckeyes nel 1916. Guidò la squadra a un record di 7–0 e al suo primo titolo della Big Ten Conference. La formazione segnò 258 punti in sette gare e ne subì solo 29. Le partite chiave della stagione furono una vittoria 7–6 sulla University of Illinois e una per 14–13 sulla University of Wisconsin–Madison, entrambe squadre dominanti della conference all'epoca. In entrambe le partite, il margine della vittoria fu il punto dopo il touchdown calciato da Harley. A fine anno, Harley fu nominato unanimemente All-America, venendo inserito anche nell'autorevole lista di Walter Camp.
I Buckeyes rivinsero la conference nel 1917 con un record di 8–0–1 e Harley fu nuovamente nominato unanimente All American. Nel 1918 lasciò l'istituto per diventare un pilota delle Forze Aeree Statunitensi nella prima guerra mondiale, facendo ritorno l'anno successivo. Nel 1919 i Buckeyes finirono con un bilancio 6–1. Nell'unica sconfitta in carriera di Harley, Ohio State perse contro la University of Illinois la finale di conference con un field goal a otto secondi dal termine.

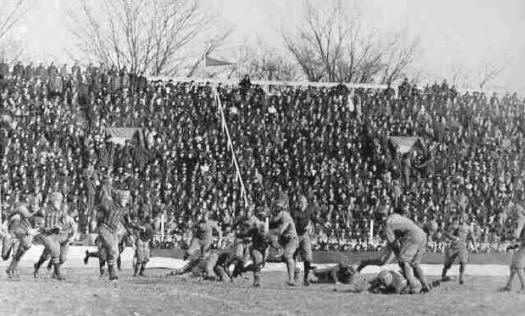
Una corsa di Harley nella finale della Big Ten del 1916 contro Northwestern

La stagione 1919 è ricordata ad Ohio State, tuttavia, per la prima vittoria dell'istituto sugli arci-rivali di Michigan. Dopo la vittoria per 13-3 dei Buckeyes, il leggendario capo-allenatore di Michigan Fielding H. Yost fece dei rari complimenti alla formazione dell'Ohio: "Vi meritate la vostra vittoria, avete combattuto brillantemente", iniziò Yost, "voi ragazzi avete dato una grande esibizione di strategia nel football e mentre io sono dispiaciuto, immensamente dispiaciuto, della nostra sconfitta, voglio congratularmi con voi. E tu, Mr. Harley, credo tu sia una delle migliori macchine da football che abbia mai visto."
Coach Yost non fu l'unico a congratularsi. Harley fu di nuovo unanimente All-America nel 1919, il primo ad esserlo nominato per tre volte a Ohio State. I Buckeyes hanno otto giocatori ad essere nominati tre volte All-Americans nei loro oltre 120 anni nel college football, ma nessuno ha avuto più impatto del loro primo.
Nel corso della sua carriera a Ohio State, Harley giocò come halfback destro in attacco e come safety in difesa, fungendo anche da punter e placekicker. Segnò 201 punti in 23 gare in carriera, un record scolastico che resistette fino a quando fu superato da Howard "Hopalong" Cassady nel 1955. Gli 8,74 punti a partita di Harley rimangono un record scolastico. Inoltre detiene ancora il record per il maggior numero di intercetti in una gara: quattro nella gara del 1919 contro la University of Michigan.
Nel 1950, Harley fu votato come halfback della prima squadra dell'Associated Press della formazione ideale degli ultimi 50 anni del college football. L'altro halfback della prima squadra fu Jim Thorpe. Red Grange fu votato nel second team. Quando fu richiesto di spiegare il voto, un giornalista scrive "Red Grange era un corridore fantastico, ma era tutto ciò che era. Chic Harley era un grande corridore, un grande passatore, un grande kicker e un grande defensive back. Ecco perché è nel mio first-team". Nel 1951, Harley fu uno dei 44 allenatori e giocatori ad essere indotti nella classe inaugurale della College Football Hall of Fame.
Nell'era di Harley, i Buckeyes giocavano all'Ohio Field, con un numero di posti a sedere non superiore a 20.000. Harley portò così entusiasmo tra i tifosi di Ohio State che ispirò, per un costo di 1,3 milioni di dollari, a partire dal 1920, dell'enorme Ohio Stadium. Per tale motivo l'Ohio Stadium, dove i Buckeyes giocano ancora, è a volte chiamato "La casa costruita da Harley".

## Carriera professionistica
Dopo la sua carriera al college, Harley fu contatto da George Halas per giocare nella squadra della NFL che stava costruendo, che sarebbe poi divenuta i Chicago Bears. Il fratello di Harley, Bill Harley, negoziò un contratto che dava a Chic Harley un terzo della proprietà della squadra. Tuttavia, quel contratto fu annullato quando un test fisico evidenziò problemi di salute risultanti dall'anno del giocatore in guerra. All'epoca gli fu diagnosticata una demenza precoce, un disordine cronico, degenerativo, psicotico caratterizzato da una rapida perdita cognitiva, di solito riscontrata alla fine dell'adolescenza o nella prima fase della vita da adulto. Harley alla fine venne ricoverato al Veteran's Administration Hospital di Danville, Illinois, dove passò il resto della sua vita.

## Palmarès

### Franchigia
- Campionati NFL: 1

Chicago Staleys: 1921

### Individuale
- All-American: 3

1916, 1917, 1919
- Numero 47 ritirato dagli Ohio State Buckeyes
- College Football Hall of Fame